# پارک وی، میسوری
پارک وی (به انگلیسی: Parkway) یک روستا (ایالات متحده آمریکا) در ایالات متحده آمریکا است که در شهرستان فرانکلین، میزوری واقع شده‌است.
 پارک وی ۰٫۹۵ کیلومتر مربع مساحت و ۴۳۹ نفر جمعیت دارد و ۲۲۴٫۹۵ متر بالاتر از سطح دریا واقع شده‌است.